# Winter of Discontent
Der Winter of Discontent (deutsch Winter der Unzufriedenheit) war der Zeitraum von etwa November 1978 bis Februar 1979 im Vereinigten Königreich, gekennzeichnet durch Streiks, aber auch den kältesten Winter seit 16 Jahren.
Die Bezeichnung geht auf die Eingangszeilen von William Shakespeares Drama Richard III. zurück: “Now is the Winter of our Discontent” (in der klassischen Übersetzung von August Wilhelm Schlegel „Nun ward der Winter unsers Mißvergnügens“.)
Larry Lamb, der damalige Chefredakteur der Zeitung The Sun, verwendete den Begriff erstmals, als er in einem Leitartikel zu den Streiks dieses Winters schrieb. 
Anfang 1977 akzeptierte der britische Schatzkanzler Denis Healey zur Vermeidung eines finanziellen Ruins seines Landes harte wirtschaftspolitische Auflagen des IWF, als Gegenleistung für einen 3,9-Milliarden-Dollar-Kredit. Der Sparkurs war innerhalb der Regierungspartei Labour umstritten, da speziell vom linken Parteiflügel dessen Aufgabe gefordert wurde, nachdem Gewinne durch neuentdeckte Ölfelder in der Nordsee das Problem zu lösen schienen.
Eine Zusammenarbeit zwischen der Labour-Regierung und den Gewerkschaften hatte zu jener Zeit mit dem Ziel der Bekämpfung einer problematischen Inflation – 1977 betrug sie 17 Prozent – in einem Sozialvertrag bestanden, dessen zweite Phase, die den durchschnittlichen Lohnzuwachs bei 4,5 Prozent halten sollte, im Juli 1977 auslief und eigentlich verlängert werden sollte. Gewerkschaftsführer Jack Jones konnte allerdings selbst mit einem ernstgemeinten Appell an die Vernunft der Organisierten nicht verhindern, dass nun wieder Forderungen nach Lohnerhöhungen um bis zu 90 Prozent im Raum standen. Premierminister James Callaghan musste eingestehen: „Der Sozialvertrag ist kaputt.“
Zum ersten Mal seit dem Zweiten Weltkrieg sank 1977 der Lebensstandard und es kam im Winter 1978/1979 zu ausgedehnten Streiks der Gewerkschaften, die Lohnsteigerungen und die Einführung einer 35-Stunden-Woche forderten. Die Streiks waren die Reaktion auf den fortgesetzten Versuch der Regierung der Labour Party unter Premierminister James Callaghan, die Lohnsteigerungen unter 5 Prozent zu halten. Arbeiter des Automobilherstellers Ford legten die Arbeit für mehr als zwei Monate nieder und brachten damit die Firma zum Stillstand – was schließlich in einer Lohnerhöhung von 16 Prozent resultierte. Moss Evans war 1978 Jack Jones als Generalsekretär der mächtigen britischen Transportarbeitergewerkschaft nachgefolgt und hatte seinen Wahlkampf hierfür hauptsächlich mit der Forderung nach völlig freien Tarifverhandlungen ohne Einmischung der Regierung bestritten. Aus der Sicht der Öffentlichkeit wurden die Gewerkschaften zunehmend zum „eigentlichen Beherrscher von Land und Wirtschaft“. Mit dem sogenannten „secondary picketing“ wurden durch Blockade von Hafenausfahrten, Betriebsgeländen und Lagerhallen auch solche Bereiche betroffen, die schwerlich in einen Arbeitskampf hineinzuziehen waren. Mehrere Wochen streikten sogar die Totengräber, so dass keine Beerdigungen möglich waren. Die Streikaktionen der Müllabfuhr führten zu großen Müllhalden in öffentlichen Parks.
Letztlich führten diese Streiks zum Rücktritt von James Callaghan und zum Wahlsieg von Margaret Thatcher am 3. Mai 1979. Dieser Regierungswechsel läutete eine insgesamt achtzehnjährige konservative Ära ein (Thatcher bis November 1990; John Major bis Mai 1997).
Der Regierungswechsel im Jahr 1979 gilt allgemein auch als das Ende des britischen sogenannten „Nachkriegskonsenses“.